# 砜

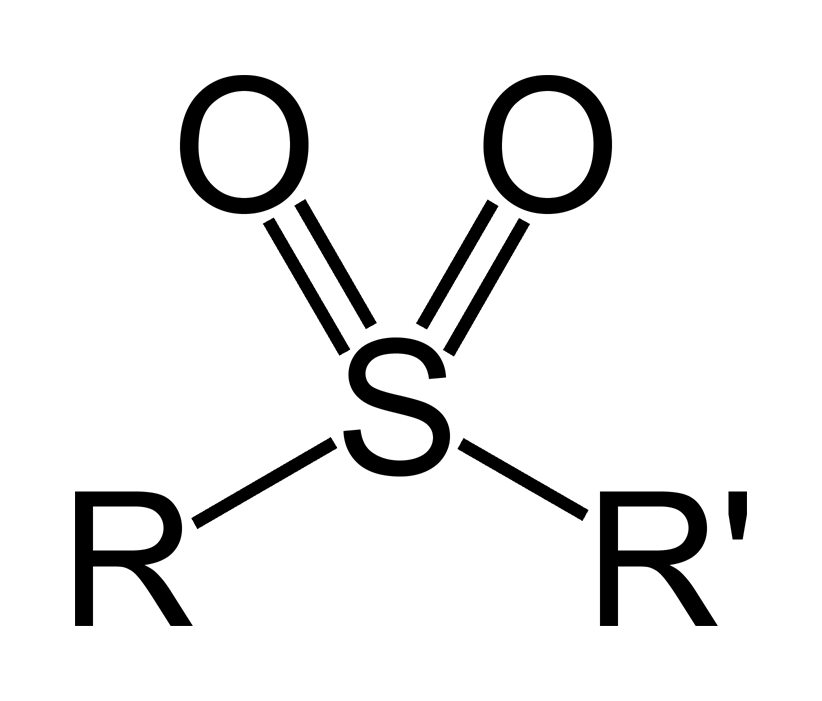
砜的通式

砜 ，是含有R-(O=)S(=O)-R'结构的有机化合物统称，R和R'指代有机基团。砜官能团结构也称磺酰基。
砜常由硫醚氧化制取，中间产物为亚砜。例如，二甲基硫醚氧化先得二甲基亚砜，继续氧化则得二甲基砜。
Ramberg-Bäcklund反应和Julia烯烃合成中，砜被转化为烯烃。
常见的砜包括：治疗麻风病的達普頌（二胺苯碸）和环丁砜等。

## 註解
1. ↑  繁：，简：，拼音：，注音：，粤拼：，音同「風」